# Une blonde pour Perry Mason
Une blonde pour Perry Mason (The Case of the Black-Eyed Blonde) est un roman policier de Erle Stanley Gardner, publié en 1944 aux États-Unis.
Le roman est traduit en français en 1950 et paraît sous le titre La Blonde au coquard aux Presses de la Cité, dans la collection « Un mystère » no 32. Il est réédité en juin 1998 à la Librairie des Champs-Élysées dans la collection « Pulp série » no 5 sous le titre Une blonde pour Perry Mason.

## Résumé
Diane Regis, une jolie blonde avec un coquard spectaculaire à l'œil, entre dans le bureau de Perry Mason. L'avocat au service de la justice en déduit qu'il a sous les yeux un spectacle peu banal. La jeune femme demande alors à Mason de la défendre contre ses employeurs, avant de disparaître sans laisser de traces. Commence alors une plongée au cœur d'un complot des plus sombres pour l'avocat et sa secrétaire, Della Street. L'affaire, des plus étranges, fait se succéder la disparition de la cliente, l'énigme du petit-fils caché de son employeur, enfin, la découverte d'un cadavre ressemblant terriblement à la cliente Diane Regis.

## Éditions
Édition originale américaine
- (en) Erle Stanley Gardner, The Case of the Black-Eyed Blonde, New York, William Morrow and Company, 1944

Éditions françaises
- (fr) Erle Stanley Gardner (auteur) et Igor B. Maslowski (traducteur), La Blonde au coquard [« The Case of the Black-Eyed Blonde »], Paris, Presses de la Cité, coll. « Un mystère no 32 », 1950, 224 p. (BNF 32145127)
- (fr) Erle Stanley Gardner (auteur) et Igor B. Maslowski (traducteur) (trad. de l'anglais), Une blonde pour Perry Mason [« The Case of the Black-Eyed Blonde »], Paris, Librairie des Champs-Élysées, coll. « Pulp série no 5 », 1998, 253 p. (ISBN 2-7024-9599-0, BNF 36706745)

## Adaptation télévisuelle
Les romans de Gardner ont été adaptés en trois séries à la télévision sur le réseau CBS, à partir de 1957 sous le nom Perry Mason. 
Le récit d'Une blonde pour Perry Mason est adaptée lors de l'épisode 37 de la première série, diffusé le 14 juin 1958. Le rôle de Perry Mason est incarné par Raymond Burr et celui de Della Street, sa secrétaire, par Barbara Hale. La distribution de cet épisode inclus l'acteur américain R. G. Armstrong, dans le rôle de Matthew Bartlett, et l'autrichien Ludwig Stossel, dans celui de Otto Kessler. Le personnage de Diane Regis, rebaptisé Diana Reynolds, est joué par Whitney Blake.